# 真哲什绍伊莫什
真哲什绍伊莫什，是匈牙利赫维什州所辖的一个村。总面积64.85平方公里，总人口3045，人口密度47.0人/平方公里（2011年1月1日）。